# Osimo
Osimo település Olaszországban, Marche régióban, Ancona megyében. Lakosainak száma 34 687 fő (2023. január 1.). Osimo Ancona, Castelfidardo, Montefano, Polverigi, Santa Maria Nuova, Filottrano, Offagna, Camerano és Recanati községekkel határos.

## Népesség
A település lakossága az elmúlt években az alábbi módon változott:
| Lakosok száma | 34 918 | 35 071 | 34 687 |
|               | 2017   | 2018   | 2023   |